# Exposition sur phage

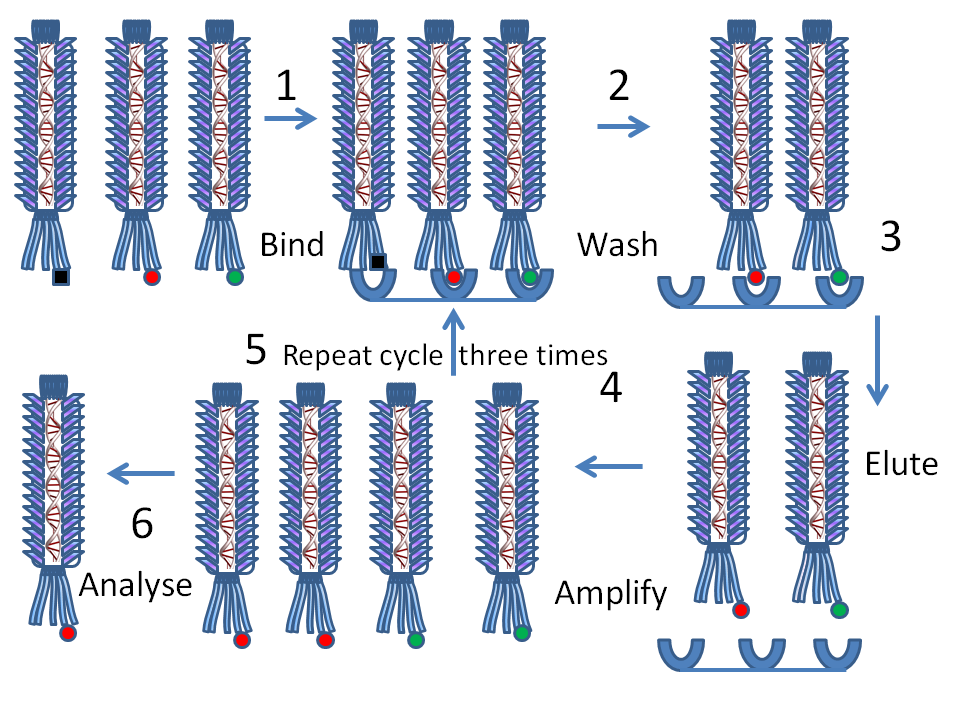
Les différentes étapes de la réalisation d'une exposition sur phage.

L'exposition sur phage (ou présentation sur phage, termes traduisant l'anglais phage display) est une technique in vitro permettant d'étudier les interactions entre protéines, peptides et ADN grâce à des bactériophages. L'exposition sur phage a d'abord été décrite par George P. Smith en 1985, quand il a fait la démonstration de l'exposition de peptides à la surface d'un phage filamenteux, grâce à la fusion du gène codant un peptide d'intérêt avec le gène III du phage. Un brevet appartenant à George Pieczenik, antérieur à 1985, décrit également l'obtention de bibliothèques de phages. Cette technologie a par la suite été perfectionnée par des équipes du MRC Laboratory of Molecular Biology de Cambridge, comprenant Winter et McCafferty, ainsi que par le Scripps Research Institute, ce qui a rendu possible l'exposition de protéines telles que des anticorps à usage thérapeutique. En faisant la connexion entre le génotype et le phénotype, cette technique permet de cribler et d'amplifier de vastes bibliothèques de fragments de protéines dans un processus de « sélection in vitro », qui est analogue à la sélection  naturelle. Les bactériophages les plus souvent utilisés pour l'exposition sur phage sont les phages filamenteux M13 et fd,, bien que les phages T4, T7 et λ aient aussi été utilisés.

## Principe
Comme pour la technique du double hybride, l'exposition sur phage est utilisée pour le criblage à haut débit mettant en jeu des interactions protéiques. Dans le cas du bactériophage M13, l'ADN codant la protéine ou le peptide d'intérêt est lié aux gènes pIII ou pVIII, qui codent respectivement les protéines de capside mineures et majeures. Des sites multiples de clonage  sont parfois utilisés afin que les fragments soient insérés dans chacun des trois cadres de lecture possibles, de sorte que le gène soit au moins une fois transcrit correctement. L'hybride d'ADN constitué par le gène du phage et le gène d'intérêt est introduit dans Escherichia coli, de manière que le phage modifié soit multiplié dans la bactérie.
On immobilise, en parallèle, la protéine ou ADN cibles à la surface d'un puits de plaque à microtitrage, puis on les met en contact avec le phage modifié. S'il y a une interaction entre la protéine exprimée à la surface du phage et la cible, le phage restera fixé sur le puits, tandis que les autres phages seront éliminés par un lavage. On procède ensuite à l'élution des phages fixés, que l'on récupère pour infecter d'autres bactéries et en obtenir de grandes quantités. Cette technique, répétée plusieurs fois, est appelée biopannage (terme traduisant l'anglais biopanning, en référence aux techniques de lavage employées pour l'enrichissement d'un échantillon d'or, dites panning, ou pannage en français). À la fin, on procède au séquençage de l'ADN des phages produits par les bactéries, ce qui permet de caractériser les protéines qui interagissent avec la cible.
Si l'on utilise un phagemide (phagemid) comme vecteur,  les bactéries E. coli ne peuvent produire des virions que si elles ont été infectées par un autre virus appelé virus auxiliaire (helper virus) On peut éliminer le besoin d'un virus auxiliaire un utilisant la technologie des lignées cellulaires bactériennes d'encapsidation (bacterial packing cell lines).

## Applications
La technologie de l'exposition sur phage permet de découvrir les ligands interagissant avec une protéine. Pour cela, on fixe la protéine sur des puits d'une boîte de microtitration et on l'expose à un ensemble de phages modifiés exprimant à leur surface toutes les séquences protéiques provenant d'une cellule, d'un tissu ou d'un organisme. L'exposition sur phage est aussi largement utilisée pour simuler in vitro l'évolution d'une protéine (ingénierie des protéines). Cela fait de l'exposition sur phage un outil intéressant de conception de médicament. On peut ainsi trouver de nouveaux ligands (inhibiteurs d'enzyme, agonistes ou antagonistes d'un récepteur),,.
On utilise aussi cette technique pour caractériser les antigènes d'une tumeur, ce qui a des applications diagnostiques et thérapeutiques, ainsi que pour analyser les interactions ADN-protéines à l'aide de bibliothèques d'ADN générées aléatoirement.
L'invention de l'expression d'anticorps par exposition sur phage a révolutionné la recherche en thérapeutique,. En 1991, le groupe Scripps a pour la première fois réalisé l'exposition sur phage et la sélection d'un anticorps humain. Cette étude fondatrice a permis l'isolement d'un fragment Fab se fixant à la tétanospasmine, et le clonage rapide d'anticorps humains anti-HIV à des fins thérapeutiques,,,,. Par la suite, cela a permis la création des premiers anticorps humains de synthèse, par assemblage de différents fragments,,,.
L'industrie pharmaceutique utilise couramment des bibliothèques contenant des millions d'anticorps exprimés sur des phages pour isoler des anticorps thérapeutiques fortement spécifiques, en particulier dans le domaine des anticancéreux et des immunosuppresseurs. L'un des plus grands succès a été la mise sur le marché d'HUMIRA (adalimumab) par la Cambridge Antibody Technology et les laboratoires Abbott. Cet anticorps, qui se fixe sur le facteur TNF-alpha, a été le tout premier anticorps entièrement humain commercialisé,  le chiffre d'affaires annuel atteint dépassant le milliard de dollar.
Parmi les autres méthodes utilisables à des fins similaires, on trouve l'exposition sur levures (yeast display), l'exposition sur bactéries (bacterial display), l'exposition sur ribosome (ribosome display) et l'exposition sur ARNm (mRNA display).

## Outils informatiques
Les bases de données de mimotopes (c'est-à-dire de peptides mimant la structure d'un épitope, et propres à déclencher la même réaction immunitaire) ont joué un rôle important dans l'étude de l'exposition sur phages.
Des bases de données, des programmes et des serveurs web sont utilisés pour exclure des peptides sans relation avec la cible de l'étude, caractériser des relations entre les protéines et des petites molécules, et pour cartographier les interactions protéines-protéines.

## Autre lectures
- « Selection Versus Design in Chemical Engineering »(Archive.org • Wikiwix • Archive.is • Google • Que faire ?)
- The ETH-2 human antibody phage library
- Sidhu SS, Lowman HB, Cunningham BC, Wells JA, « Phage display for selection of novel binding peptides », Meth. Enzymol., vol. 328,‎ 2000, p. 333–63 (PMID 11075354, DOI 10.1016/S0076-6879(00)28406-1)